# Marjolijn van den Bighelaar
Marjolijn van den Bighelaar (Velddriel, 28 november 1990) is een voormalig Nederlands voetbalster. Momenteel is zij actief als Coördinator Vrouwenvoetbal Academie bij FC Utrecht Vrouwen.

## Carrière

### Spelerscarrière
Na bij RKVV Wilhelmina, SteDoCo en SC 't Zand te hebben gespeeld, maakte Van den Bighelaar in de zomer 2009 de overstap naar het vrouwenelftal van Willem II. Dit nadat zij al diverse malen had meegetraind bij de Tilbugse club. In twee seizoenen speelde Van den Bighelaar in totaal 38 competitiewedstrijden voor Willem II en scoorde daarin zes keer. 
In 2011 stopte de club echter met het vrouwenvoetbal, waarna Van den Bighelaar in de zomer van dat jaar naar ADO Den Haag vertrok. In haar eerste en enige seizoen bij de Hagenezen won zij de dubbel (zowel de Eredivisie als de KNVB Beker) en kwam zij tot drie doelpunten in vijftien competitiewedstrijden. In de zomer van 2012 zij de overstap naar PSV (toen nog onder de naam PSV/FC Eindhoven), waar Van den Bighelaar in veertien competitiewedstrijden tot twee doelpunten kwam.
Sinds de zomer van 2013 speelde Van den Bighelaar voor Ajax, waar ze in negen seizoenen tot 61 doelpunten in 151 competitiewedstrijden kwam. Daarnaast speelde zij meerdere seizoenen met de club mee in de UEFA Women's Champions League. In november 2022 werd haar contract met wederzijds instemmen ontbonden. Van den Bighelaar kwam in alle competities samen tot 186 wedstrijden en 79 doelpunten, wat haar bij haar vertrek bij de club topscorer aller tijden maakte. Tijdens haar periode bij Ajax beviel zij in juni 2022 van een dochter.
Tijdens haar spelerscarrière kwam Van den Bighelaar niet in actie voor het Nederlands elftal, desondanks stond zij wel op de reservelijst van de selectie voor het EK 2017 in eigen land.

### Activiteiten na haar spelerscarrière
Bijna twee maanden na haar vertrek bij Ajax werd Van den Bighelaar eind januari 2023 aangesteld als Coördinator Vrouwenvoetbal Academie bij het vrouwenelftal van FC Utrecht. Die club zou na meerdere jaren van afwezigheid vanaf het seizoen 2023/24 weer deel nemen aan de Vrouwen Eredivisie.

## Clubstatistieken
| Seizoen         | Club             | Competitie          | Competitie | Competitie |
| Seizoen         | Club             | Competitie          | Wed.       | Dlp.       |
| --------------- | ---------------- | ------------------- | ---------- | ---------- |
| 2009/10         | Willem II        | Vrouwen Eredivisie  | 19         | 3          |
| 2010/11         | Willem II        | Vrouwen Eredivisie  | 19         | 3          |
| 2011/12         | ADO Den Haag     | Vrouwen Eredivisie  | 15         | 3          |
| 2012/13         | PSV/FC Eindhoven | Women's BeNe League | 14         | 2          |
| 2013/14         | Ajax             | Women's BeNe League | 14         | 3          |
| 2014/15         | Ajax             | Women's BeNe League | 14         | 3          |
| 2015/16         | Ajax             | Vrouwen Eredivisie  | 20         | 0          |
| 2016/17         | Ajax             | Vrouwen Eredivisie  | 26         | 18         |
| 2017/18         | Ajax             | Vrouwen Eredivisie  | 22         | 12         |
| 2018/19         | Ajax             | Vrouwen Eredivisie  | 23         | 7          |
| 2019/20         | Ajax             | Vrouwen Eredivisie  | 12         | 9          |
| 2020/21         | Ajax             | Vrouwen Eredivisie  | 14         | 6          |
| 2021/22         | Ajax             | Vrouwen Eredivisie  | 6          | 3          |
| Carrière totaal | Carrière totaal  | Carrière totaal     | 218        | 72         |

## Erelijst
| Competitie         |              |                                             |              |              |
| Competitie         | Aantal       | Jaren                                       |              |              |
| ADO Den Haag       | ADO Den Haag | ADO Den Haag                                | ADO Den Haag | ADO Den Haag |
| ------------------ | ------------ | ------------------------------------------- | ------------ | ------------ |
| Vrouwen Eredivisie | 1            | 2011/12                                     |              |              |
| KNVB Beker         | 1            | 2011/12                                     |              |              |
| Ajax               |              |                                             |              |              |
| Vrouwen Eredivisie | 2            | 2016/17, 2017/18                            |              |              |
| KNVB Beker         | 5            | 2013/14, 2016/17, 2017/18, 2018/19, 2021/22 |              |              |
| Eredivisie Cup     | 1            | 2020/21                                     |              |              |